# كيني تشونغ
كيني تشونغ (بالإنجليزية: Kenny Bee)‏ (و. 1953 – م) هو مغني، وممثل، وكاتب غنائي، من جمهورية الصين الشعبية، ولد في هونغ كونغ.

## وصلات خارجية
- كيني تشونغ على موقع IMDb (الإنجليزية)
- كيني تشونغ على موقع ألو سيني (الفرنسية)
- كيني تشونغ على موقع ميوزك برينز (الإنجليزية)
- كيني تشونغ على موقع أول موفي (الإنجليزية)
- كيني تشونغ على موقع قاعدة بيانات الأفلام السويدية (السويدية)
- كيني تشونغ على موقع أول ميوزيك (الإنجليزية)
- كيني تشونغ على موقع ديسكوغز (الإنجليزية)
- كيني تشونغ على موقع قاعدة بيانات الفيلم (الإنجليزية)
- كيني تشونغ على موقع كينوبويسك (الروسية)